# Живинбуд
Живинбуд, также Живинбудас  — старший (старейший) литовский князь XIII века.

## Краткие сведения
Живинбуд упоминается в галицко-волынской летописи в записи от 1215 года (что соответствует 1219 году), где говорится о прибытии к галицко-волынским князьям делегации князей литовских, жемайтских и от Делтувы для заключения мирного договора. От Литвы были старшие князья Живинбуд, Давьят, Вилигайло, Довспрунк и Миндовг, брат Довспрунка. По оценкам  Н. Н. Улащика данная запись была сделана приблизительно через 40 лет после состоявшегося события.
В начале XIII века в Литве шла ожесточенная борьба за власть. В 10-х годах погибли старшие литовские князья Стакис и Дангерутис. Их наследники, в том числе Миндовг и Довспрунг были молоды, что поколебало позиции их рода. В борьбе возобладали Живинбуд и Давьят. Однако в 20-е годы Миндовг возвращает позиции рода. Сначала он стал главным в роду, а потом объединил Литву под своей властью. По мнению Гудавичюса Живинбуд был родственником и соперником Миндовга и был устранен им в результате борьбы за власть.
По предположению Т. Баранаускаса Живинбуд погиб около 1226 года во время войны Литвы и Новгорода